# José Iglesias de la Casa

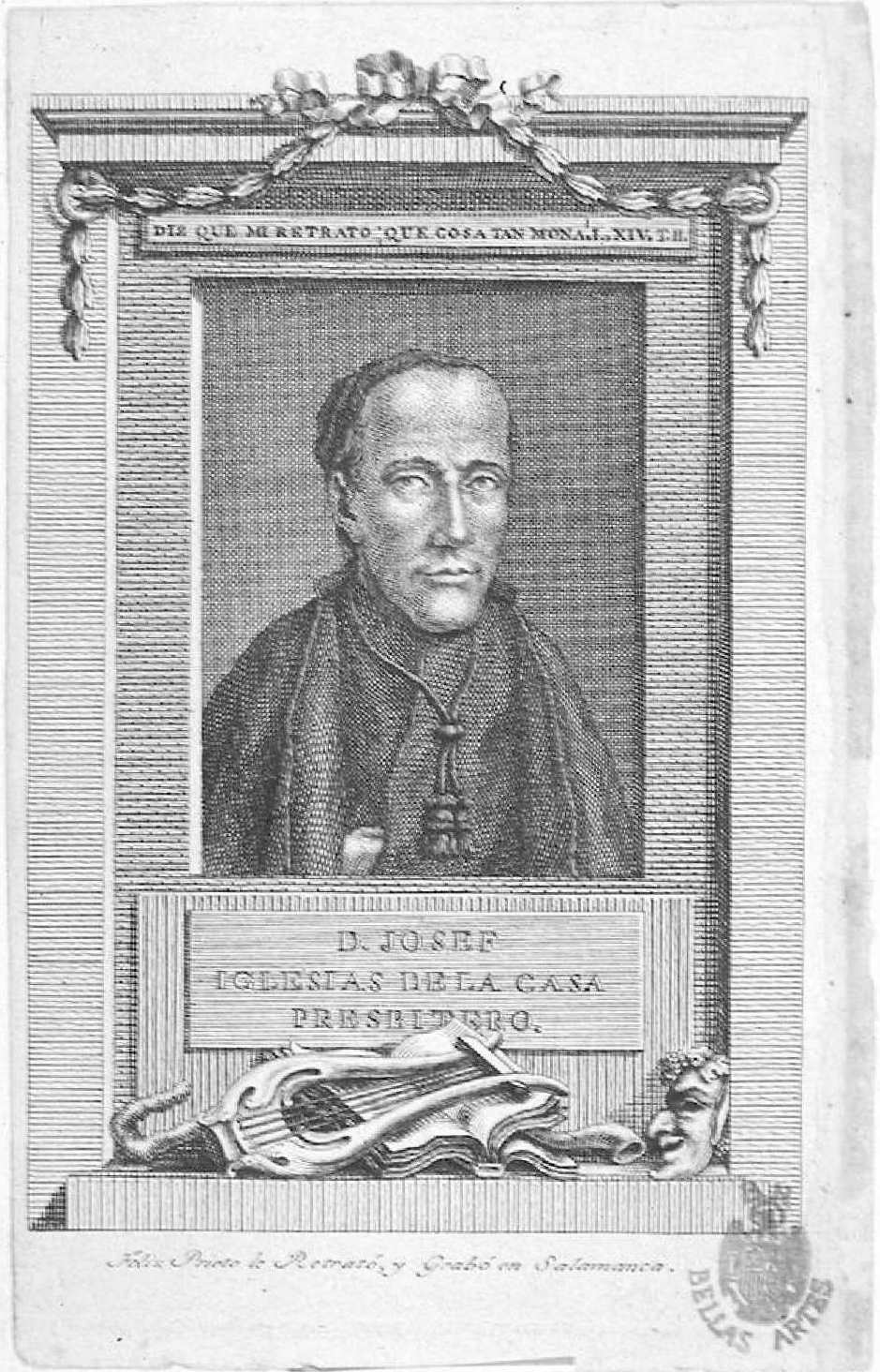
José Iglesias de la Casa, grabado firmado: «Félix Prieto le Retrató y Grabó en Salamanca». Ilustración de las Poesías póstumas impresas en Salamanca por Francisco de Tóxar, 1798. Biblioteca Nacional de España.

Josef o José Iglesias de la Casa (Salamanca, 31 de octubre de 1748 - Carbajosa de la Sagrada, Salamanca, 26 de agosto de 1791), sacerdote y poeta español del neoclasicismo, que no debe confundirse con su hermano del mismo nombre, el escribano coetáneo y autor de Noticias de Salamanca desde la era cristiana hasta 1600, entre ellas el episcopologio, manuscrito inédito.

## Biografía
De noble linaje, estudió humanidades en la Universidad de Salamanca y recibió de sus compañeros el mote poético de Arcadio. También cultivó la música y la pintura; es muy probable que hasta sus treinta y cinco años en que fue ordenado sacerdote, viviera de su trabajo como artífice de platero, profesión de su padre. En 1784 se ordenó sacerdote en Madrid. Como premio a su vena poética el ilustrado obispo salmantino Felipe Bertrán, también protector de Pedro Estala, le otorgó los curatos de Larrodrigo, Carabias, Carbajosa de la Sagrada y Santa Marta de Tormes. Escribió en sus primeros años poemas picantes y burlescos que circularon de forma manuscrita y sublimaban su homosexualidad, que confesó ya mayor en el poema La Teología, como ha revelado Russell P. Sebold:
Cercado de la noche de ignorancia / y de ocio torpe al acabar mi infancia, / sin maestro, sin luz, sin norte y guía / dar un paso a mi fin yo no podía; / que, sin freno el tropel de las pasiones, / cual torbellino mi alma conturbaba / la carrera sensual de otros garzones, / y su perdido amor me arrebataba. / Cualquier ola en un mar de confusiones / con mi liviano ser al traste daba
En su madurez se dedicó más al género bucólico, de acuerdo con su estado eclesiástico. Escribió también poemas didácticos como La niñez laureada (Salamanca, 1785), sobre el examen del niño Picornell, presunto beneficiario del método pedagógico innovador de su padre, el luego revolucionario Juan Bautista Picornell, o La Teología (Salamanca, 1790). También hizo paráfrasis de los Salmos de David, églogas, apólogos, anacreónticas y letrillas al estilo barroco de Quevedo y Góngora, que fueron muy populares y siempre atrevidas. Según Juan Pablo Forner, que sabía de lo que hablaba, era Iglesias:
Un socarrón de primer orden y hombre que diría una pulla en verso al mismísimo Apolo en sus doradísimas barbas
Compuso también una elegía, El llanto de Zaragoza. Destacó, pues, como poeta satírico en sus letrillas, epigramas y sátiras, que demuestran lo mejor de su genio, mientras que resultan algo falsas y postizas sus églogas y desmayados sus poemas didácticos. Se le ha agrupado en la llamada Escuela Poética Salmantina, con otros ingenios de la misma como el citado Forner, Juan Meléndez Valdés, José Somoza, fray Diego Tadeo González y Francisco Sánchez Barbero; es, pues, un restaurador del lenguaje castizo y equilibrado de la lírica del siglo XVI y XVII; en sus obras hay huellas de las letrillas de Luis de Góngora y Francisco de Quevedo, así como de los epigramas latinos de Marcial (algunos de los cuales traduce) y andaluces de Baltasar del Alcázar. En las églogas se nota la impronta de Bernardo de Balbuena, y, por otra parte, en la poesía ligera, de Anacreonte y Esteban Manuel de Villegas. En sus Odas es perceptible el magisterio de Horacio y de fray Luis de León.
Compuso varias Églogas; sus Idilios imitan los de Gessner y Young; también 17 anacreóntica; 35 letrillas forman La esposa aldeana. También dedicó al obispo Felipe Bertrán su Al Ilmo. Sr. d. Felipe Beltrán, dignísimo obispo de Salamanca, en su empleo de Inquisidor General de España, canción pindárica (1775)
Publicó un libro de treinta romances titulado La lira de Medellín, en que domina el tema de los maridos consentidores, "cartujos" o cornudos, y otro de parodias que llamó trovas de algunas de las más famosas composiciones de nuestro Parnaso. Sus Poesías fueron publicadas póstumamente en 1795. La edición de 1798 fue colocada en el Index por la Inquisición. Esta acción fue rechazada por sus más cálidos amigos, como Francisco de Tójar o Tóxar, que publicó un folleto titulado Memoria en defensa de las poesías póstumas de don José Iglesias de la Casa, Presbítero; dirigida al Santo Tribunal de Valladolid, por Don Francisco de Tóxar (Salamanca, 1803). Entre las ediciones más conocidas de sus trabajos están las de Barcelona (1820 y 1837), París (1821) y Madrid (1841). Se encuentran fácilmente en la Biblioteca de Autores Españoles, vol. LXI, que contiene cerca de 38 letrillas. Raymond Foulché-Delbosc encontró todavía algunos poemas inéditos que editó en 1895 en su Revue Hispanique.

## Obras
- El piscator historial de Salamanca para el año de 1773 (1774): calculo astronomico y prognostico diario de quartos de luna según el Meridiano Matritense: computo eclesiastico u kalendario de los Santos y festividades... ; con un curioso diario-historico en verso lyrico, de los sucesos mas notables que han acaecido en el mundo... Madrid: Andrés Ortega, 1773 y 1774.
- El Piscator historial de Salamanca para el año de 1777: calculo astronomico, y pronostico diario de quartos de luna según el meridiano Matritense : computo eclesiastico, y kalendario de los santos, y festividades: con la III parte del diario-historico en verso lyrico, de los sucesos mas notables, que han acaecido en el mundo en todos los días del año..., Salamanca: Oficina de la Santa Cruz, por Domingo Casero, [1776].
- El Piscator Historial de Salamanca para el año de 1778: calculo astronomico y pronostico diario de quartos de luna según el meridiano matritense : computo eclesiastivo y kalendario de los santos, y festividades : con la IV parte del diario-historico en verso lyrico, de los sucesos mas notables, que ha acaecido en el mundo en todos los días del año adornado de variedad de noticias, antiguas, y modernas, politicas, y sagradas, Salamanca: Imprenta de la Santa Cruz, por Domingo Casero, [¿1778?]
- El Piscator Historial de Salamanca para el año de 1779: calculo astronomico, y pronostico diario de quartos de luna, según el meridiano matritense: computo eclesiastico, y kalendario de los santos, y festividades: con una descripcion historico-geografica de Castilla la Vieja, noticia de sus ciudades, y poblaciones, su fundación, sitio, vecindad, y cosas notables; Salamanca: Imprenta de la Santa Cruz por Domingo Casero, [¿1779?]
- El Piscator Historial de Salamanca para el año de 1780: calculo astronomico, y pronostico diario de quartos de luna, según el meridiano matritense: computo eclesiastico, y kalendario de los santos, y festividades : con una descripcion historico-geografica del reyno de Leon, noticia de sus ciudades, y poblaciones, su fundación, sitio, vecindad, y cosas notables Salamanca: Imprenta de la Santa Cruz, por Domingo Casero, [¿1780?]
- El Piscator Historial de Salamanca para el año de 1781: calculo astronomico, y pronostico diario de quartos de luna, según el meridiano matritense : computo eclesiastico, y kalendario de los santos, y festividades: con una descripcion historico-geografica del reyno de Castilla la Nueva, noticia de sus ciudades, y poblaciones, su fundación, sitio vecindad, y cosas notables Salamanca: Imprenta de la Santa Cruz, [¿1781?]
- El Piscator Historial de Salamanca para el año de 1782 : calculo astronomico, y pronostico diario de quartos de luna, según el meridiano matritense : computo eclesiastico, y kalendario de los santos, y festividades : con una descripcion historico-geografica de la provincia de Estremadura, noticia de sus ciudades, y poblaciones, su fundación, sitio, vecindad, y cosas notables, Salamanca: Oficina de la Santa Cruz, por Domingo Casero [¿1782?]
- La Niñez laureada, poema en loor de D. Juan Picornell y Obispo, de edad de tres años, seis meses, y veinte y quatre días, examinado publicamente por los doctores, y maestros de la Universidad de Salamanca, en una de sus aulas, el día tres de abril de 1785, Salamanca, Domingo Casero, 1785.
- La Teología Salamanca, Impr. de F. de Toxar, 1790.
- Poesías jocosas y serias (Salamanca, 1793)
- Al Ilmo. Sr. d. Felipe Beltrán, dignísimo obispo de Salamanca, en su empleo de Inquisidor General de España, canción pindárica Valencia: Benito Monfort, 1775.
- La esposa aldeana
- La lira de Medellín.
- Llanto de Zaragoza. Elegias al incendio de el Coliseo de esta Ciudad en 12 de noviembre de 1778. Salamanca: Domingo Casero, s. a.
- Oficio devoto para alabar al Criador en los siete días de la semana, Salamanca: Francisco de Tóxar, 1802.
- Poesias de Josef Iglesias de la Casa. 2, Nueva edic. complecta, Madrid, 1821.
- Poesías póstumas... Salamanca, F. de Toxar, 1793
- Poesías póstumas de don Josef Iglesias de la Casa, presbítero. Tomo Primero, que contiene las poesías serias considerablemente aumentadas en esta segunda edición Salamanca: Francisco de Tóxar, 1798.
- Poesías póstumas de don Josef Iglesias de la Casa, presbítero. Tomo segundo, que contiene las poesías jocosas considerablemente aumentadas en esta segunda edición. Salamanca: Francisco de Tóxar, 1798.
- Poesías póstumas. I. Contiene las pastoriles y líricas. Barcelona: Imprenta de Sierra y Martí, 1820.
- Poesías póstumas. II. Contiene todas las jocosas, Barcelona: Imprenta de Sierra y Martí, 1820.
- Poesías póstumas, Madrid: Cruz González, 1835, 2 tomos en 4 vols.
- Poesías póstumas: adicionadas con la vida del autor, Barcelona: Oliva, 1837, 3 vols.